# Las tres edades de la mujer y la Muerte

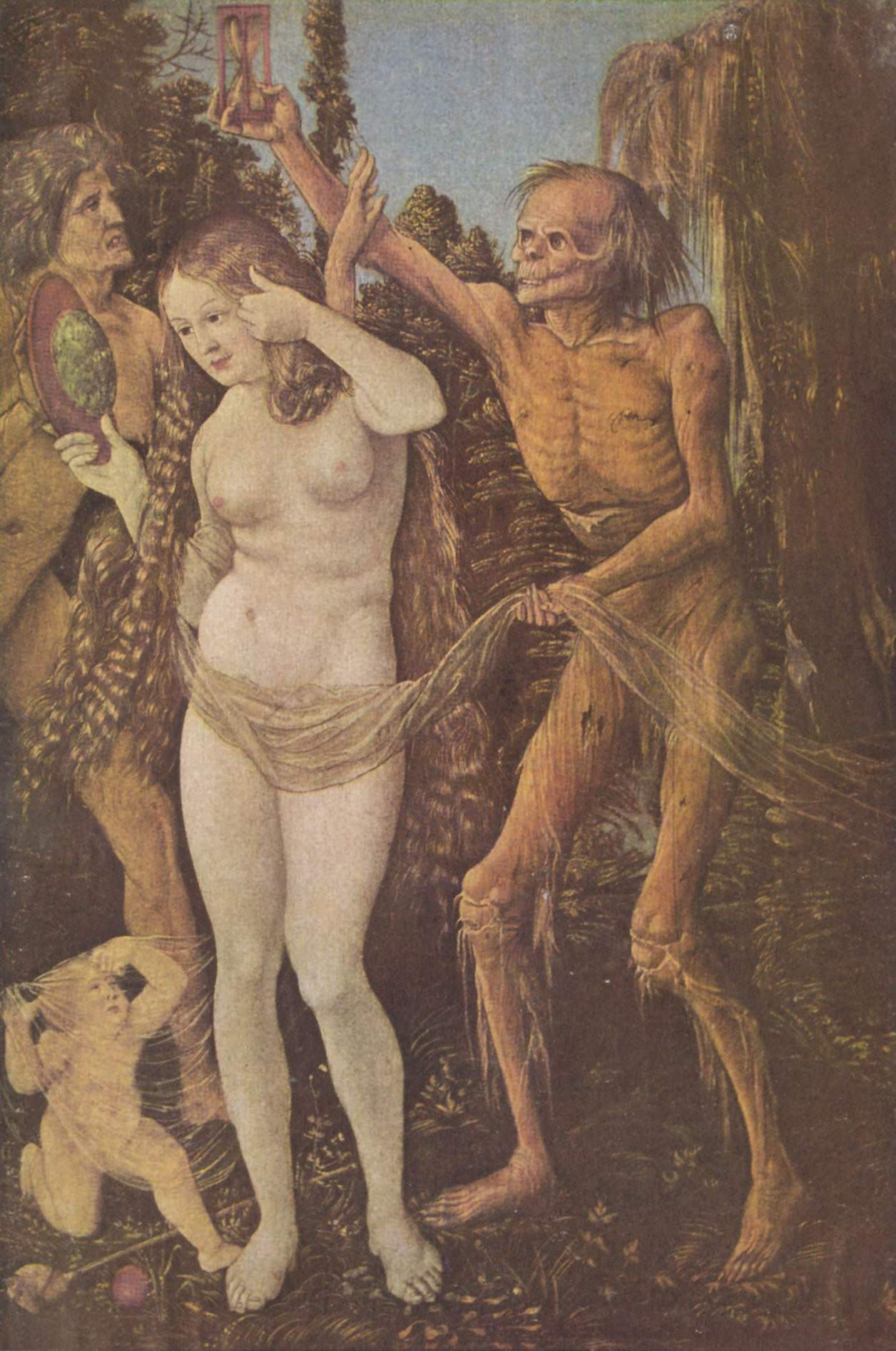
Las tres edades de la mujer y la Muerte.

Las tres edades de la mujer y la Muerte (en alemán: Die drei Lebensalter und der Tod) es una pintura de Hans Baldung de 1510-1511. Décadas más tarde el artista realizaría otra versión más conocida, que se conserva en el Museo del Prado.
Baldung apretujó las tres figuras femeninas en la mitad izquierda del lienzo y dejó toda la derecha para la Muerte. Así, el cuadro se ve privado de ese equilibrio de masas y proporciones, al que tanto aspiraba Durero. En contraste, en el lienzo hay movimiento en forma de velo y una anciana que da un paso enérgico hacia la Muerte. Un fino velo envuelve a la niña en el borde inferior izquierdo del lienzo, luego se eleva y se desliza a través del codo de la joven, pasando por delante de ella sostenido por la mano de la Muerte y desaparece, revoloteando por el borde derecho.
El velo trasparente es el vínculo entre la niña, la mujer y la Muerte. Este vínculo lo completa la anciana detrás, con un gesto enérgico apartando el brazo de la Muerte hacia un lado con su mano y sosteniendo con la otra el espejo donde se contempla la joven, satisfecha de su juventud y belleza, inconsciente del peligro de un final prematuro.
Todas las figuras del lienzo están conectadas entre sí. Da la sensación de una especie de danza, en la que bailan sin tomarse de las manos, pero usando la tela que simboliza el hilo de la vida.

## Otras versiones

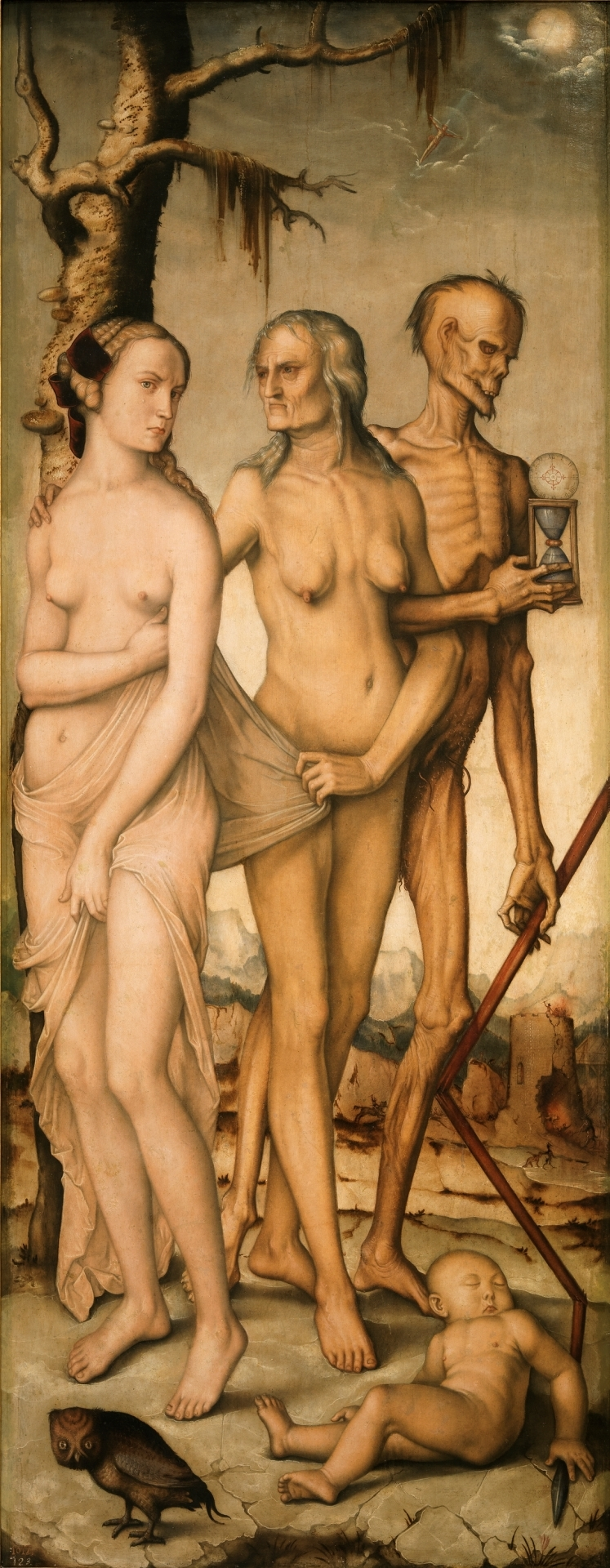
Las tres edades y la Muerte, 1541-1544, Hans Baldung, Museo del Prado.
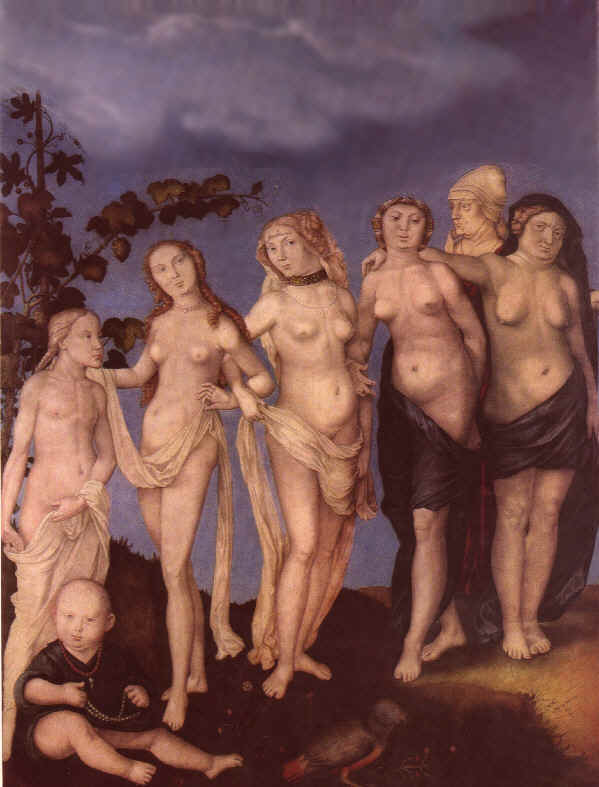
Las siete edades de la mujer, 1544, Hans Baldung; Museo de Artes de Leipzig.
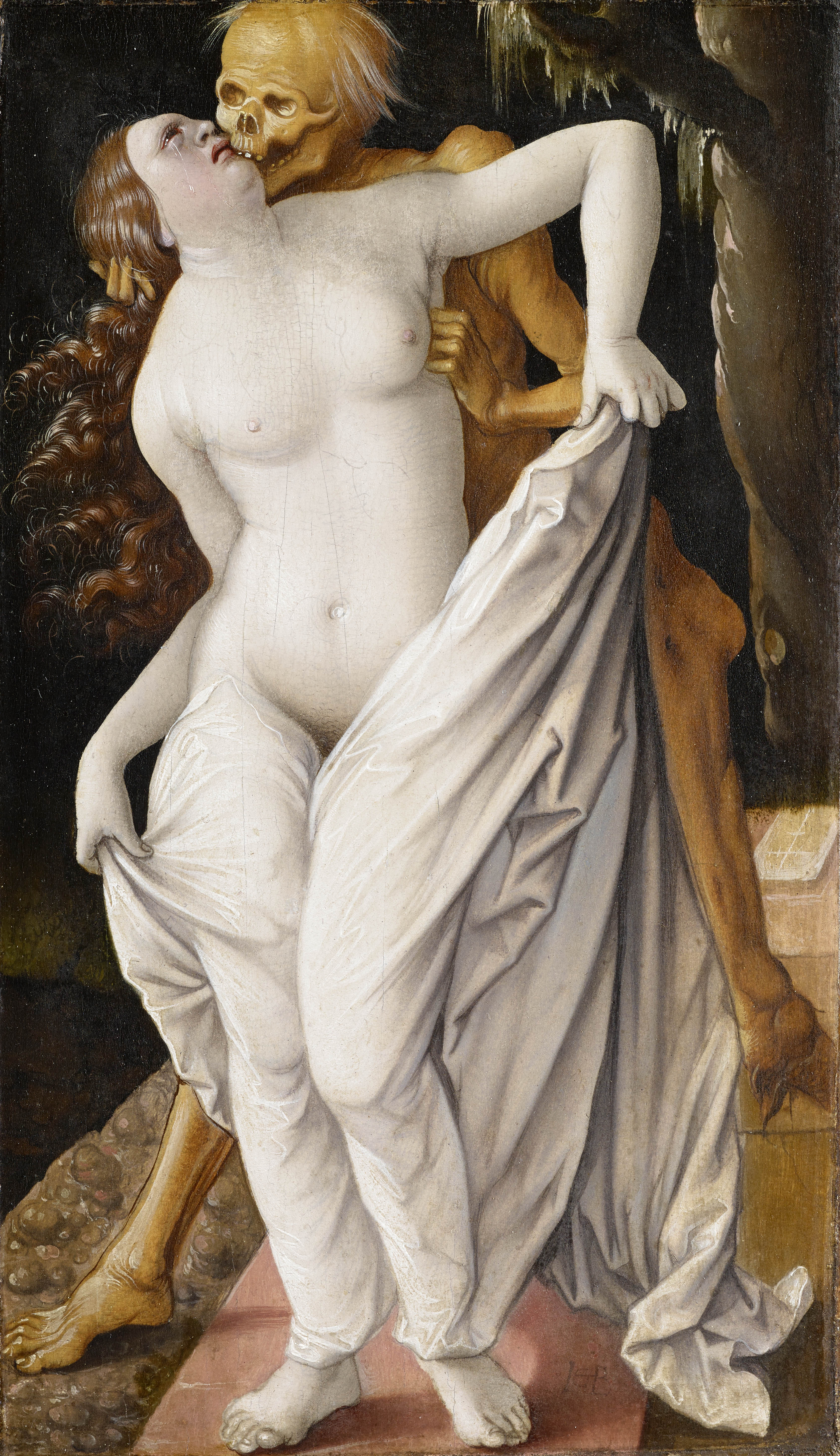
La mujer y la Muerte, 1518-1520, Hans Baldung; Museo de Arte de Basilea.
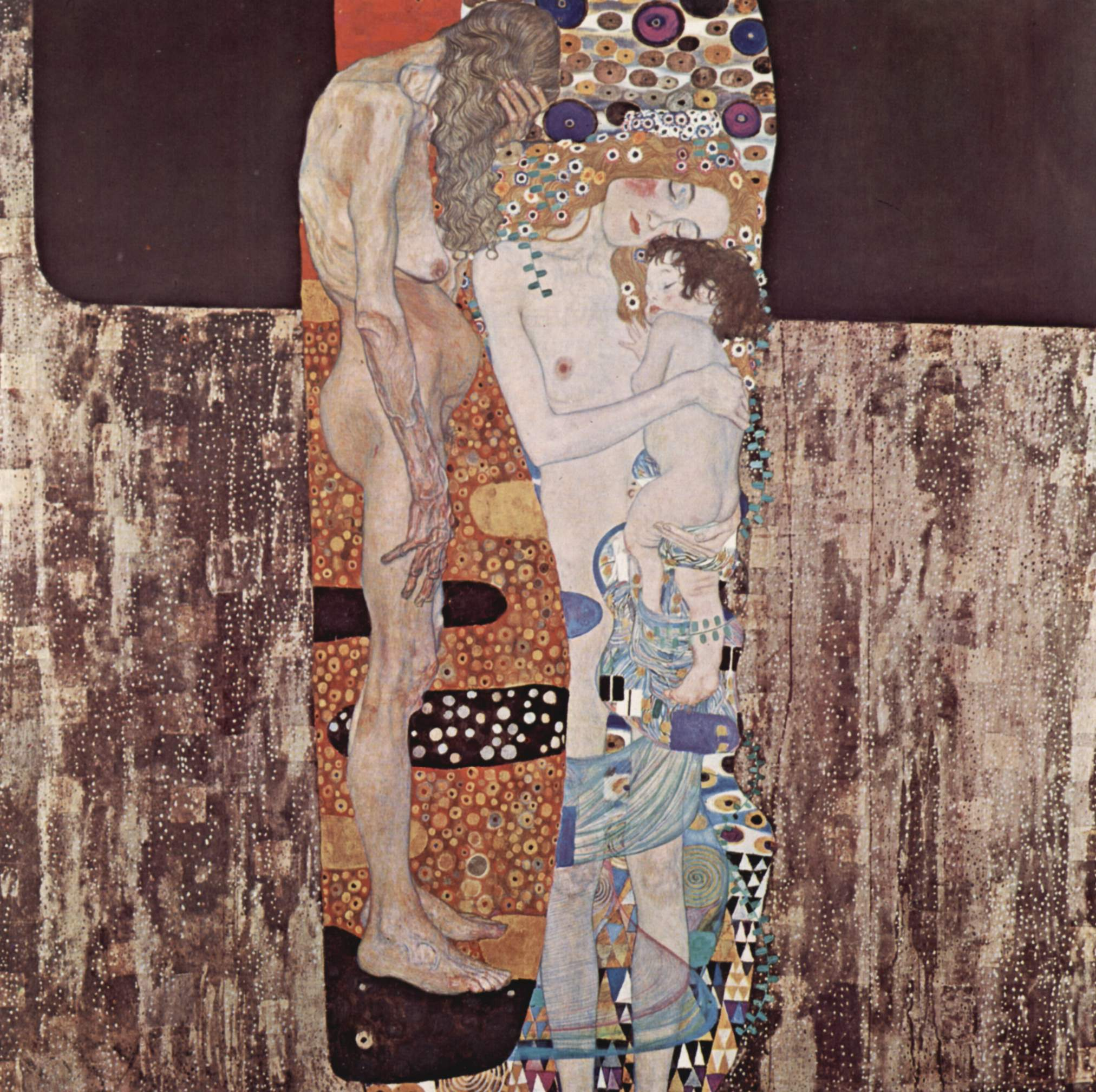
Las tres edades de la mujer, 1905, el pintor modernista Gustav Klimt retoma aquí este tema popular en el Renacimiento nórdico; Galería Nacional de Arte Moderno de Roma.